# Polo Carrera
Paúl Fernando Carrera Velasteguí, detto Polo (Quito, 11 gennaio 1945), è un allenatore di calcio ed ex calciatore ecuadoriano che ha guidato la Nazionale di calcio dell'Ecuador nel 1998.

## Caratteristiche tecniche
Dotato di grandi mezzi tecnici, Carrera combinò la sua abilità nel controllo di palla al temperamento.

## Carriera

### Club
A 15 anni esordi in prima divisione ecuadoriana con l'LDU Quito, rimanendovi fino al 1968; passato al Peñarol di Montevideo, vi rimase fino al 1969. L'anno seguente si trasferì al Club Atlético River Plate (Uruguay). Tornato in Ecuador, giocò per El Nacional, Universidad Católica, LDU Quito e nuovamente Universidad Católica.

### Nazionale
Ha giocato con la Nazionale di calcio dell'Ecuador dal 1966 al 1983, totalizzando 20 presenze e segnando 3 reti.

### Allenatore
Iniziò guidando la Liga de Quito nel 1990, nel 1992-1993 l'Espoli, ottenendo la promozione in Serie A. Nel 1994-1995 allenò El Nacional e Aucas.

## Palmarès

### Club

#### Competizioni nazionali
- Campionato ecuadoriano: 2

El Nacional: 1972
LDU Quito: 1975
- Campionato uruguaiano: 1

Peñarol: 1968

### Allenatore
- Campionato ecuadoriano: 1

LDU Quito: 1990
- Camp. Ecuadoriano Serie B: 1

ESPOLI: 1993